# Grönviken, Uppsala kommun
Grönviken är en bebyggelse i Vaksala socken i Uppsala kommun, Uppsala län nordost om Uppsala. SCB avgränsade här en småort 2023.